# Jardinier de Baker
Sericulus bakeri
Espèce
Statut de conservation UICN

 NT  : Quasi menacé
Le Jardinier de Baker (Sericulus bakeri) est une espèce d'oiseaux de la famille des Ptilonorhynchidae, endémique de la Papouasie-Nouvelle-Guinée.

## Distribution
Cet oiseau est endémique des monts Adelbert.

## Découverte, historique
La localisation du jardinier de Baker a constitué une énigme pendant très longtemps. R. H. Beck, alors collecteur d’oiseaux au muséum d’histoire naturelle de New York mais inexpérimenté en ornithologie néo-guinéenne rapporta, d’un voyage en 1928, un nouvel oiseau à berceau apparemment inconnu. Il avait tué trois spécimens près de la ville côtière de Madang au pied des montagnes Adelbert. Comme cet oiseau n’avait jamais été revu à Madang, on demanda à Beck des renseignements géographiques plus précis mais il était incapable de fournir des informations autres que celles notées sur les étiquettes des trois spécimens. En 1956, Gilliard décida de résoudre ce problème. Il se rendit à Madang sur les traces de Beck dans le secteur de Bogadjim, à la frontière avec la baie Astrolabe. Là, il retrouva un vieil indigène du nom de Winini qui avait été à la fois le piégeur, le guide et le serviteur de Mr et Mme Beck en 1928. Mais il ne se souvint pas de l’oiseau même à la vue des dessins que lui montrait Gilliard. De retour à New York, Gilliard apprit de la bouche de Mayr que Mr Beck était décédé en 1950 mais que son épouse vivait toujours, en Californie. Il lui écrivit et apprit, en retour, que Beck avait collecté cet oiseau « à bonne distance à l’ouest de Madang. » En 1959, Gilliard retourna à l’endroit indiqué et redécouvrit ce merveilleux oiseau à berceau. Il collecta 11 spécimens dont la femelle jusqu’alors inconnue et décrite, pour la première fois, dans son livre Birds of Paradise and Bower Birds (Ottaviani 2014).

## Habitat
Le jardinier de Baker fréquente les forêts de collines et les formations secondaires en lisière de forêts pluviales entre 1200et 1450 m, occasionnellement à 900 m. Un berceau était situé sur un versant, à 60 m en-dessous d’une crête, en forêt légèrement dégradée, la canopée ouverte laissant filtrer les rayons du soleil sur la construction. Un second berceau présentait la même exposition relativement ensoleillée avec une canopée claire au-dessus (Frith & Frith 2009).

## Alimentation
Elle consiste en fruits, dont des figues Ficus et des baies, et en insectes (arthropodes et fourmis) (Frith & Frith 2009).

## Berceau
Le berceau, une petite allée de brindilles incurvées avec celles extérieures plus grosses, ressemble à celui des autres espèces de Sericulus. Cinq berceaux mesurent en moyenne 28 cm de long, 26 cm de large et 33 cm de haut avec l’allée en elle-même longue de 14 cm et large de 7 cm. Les décorations comportent un maximum de 50 éléments et consistent en fruits rouges et violets et, dans le cas d’un berceau donné, au moins une feuille brun-jaunâtre. La peinture des parois, le vol des décorations et la destruction de berceaux par des mâles rivaux ne sont pas documentés mais ils sont probables (Frith & Frith 2009).
Une photo du berceau figurant dans le livre d’Ottaviani (2014) révèle une petite allée pas très élevée et pourvue d’une épaisse assise de rameaux. On y voit peu de baies en décoration mais une feuille brune est posée juste à l’entrée de l’allée.

## Parade nuptiale
Elle n’a pas été décrite mais on sait qu’un mâle élevé en captivité ne gonflait pas spécialement les plumes filamenteuses rouges de sa cape (Frith & Frith 2009). Selon Ottaviani (2014), il serait toutefois étonnant que le mâle de cette espèce ait développé de telles plumes ornementales sans les mettre en valeur lors de la parade.

## Nidification
Un nid a été découvert, en septembre 1999, dans la couronne d’une petite fougère épiphyte poussant sur un arbre à moitié mort. Cet arbre était situé en bordure d’un chemin à côté d’une souche assez haute et d’un autre petit arbre, isolés de la forêt par une clairière de 50 m sur 80 m. Lorsque la femelle construisait le nid, elle émettait un sonore k-zzz k-zzz ou tk-sss tk-sss ou encore une note sifflée et répétée quand elle se trouvait dans les arbres au-dessus de son site (Bender 2000).

## Statut, conservation
L’espèce était classée comme « vulnérable » jusqu’en 2009 ; elle est actuellement listée en « presque menacée » car, malgré sa petite aire de distribution (570 km²), elle est relativement commune dans les habitats appropriés qui ne semblent pas sous le coup d’une menace immédiate. Néanmoins, un certain éclaircissement de la forêt a lieu actuellement en dépit d’un terrain peu accessible à l’homme. Davantage d’informations sont donc nécessaires pour confirmer son statut actuel. La population totale est estimée à 10 000 spécimens adultes dans une fourchette comprise entre 3 500 et 15 000 individus (BirdLife International 2013).